# 黄甘青报春
黄甘青报春（学名：Primula tangutica var. flavescens）为报春花科报春花属下的一个变种。

## 扩展阅读
- 維基物種上的相關：黄甘青报春